# Psathyrella microrhiza
Espèce
Psathyrella microrhiza, la Psathyrelle semi-vêtue,  est une espèce de champignons agaricomycètes du genre Psathyrella et de la famille des Psathyrellaceae.

## Taxonomie
- Psathyrella microrhiza f. microrhiza (Lasch) Konrad & Maubl., 1949
- Psathyrella microrhiza f. pumila Kits van Wav., 1985 (synonyme)